# Primera División de Gozo
La Gozitan First Division, conocida también como Melita First Division por razones de patrocinio, es la liga principal de fútbol en la Isla de Gozo, en Malta. Cuenta también con una categoría inferior, la Segunda División de Gozo.
Se basa en un sistema de enfrentamientos todos contra todos a 3 vueltas, para completar 21 juegos desde septiembre hasta abril. Quien ocupe el último lugar baja a la Segunda División de Gozo y quien quede en séptimo lugar juega una ronda de promoción con el subcampeón de la Segunda División de Gozo para ver si conserva la categoría.

## Equipos 2022-23
Estadio: Gozo Stadium
- Ghajnsielem FC
- Kercem Ajax FC
- Nadur Youngsters FC
- Oratory Youths FC
- Qala Saints FC
- Sannat Lions FC
- Victoria Hotspurs FC
- Xewkija Tigers FC

## Ediciones anteriores
| - 1937–38: Victoria Stars - 1938–39: Victoria City - 1939–40: Xagħra Blue Stars - 1940–1944: No se jugó - 1944–45: Victoria Athletics - 1945–46: Victoria Athletics - 1946–47: Victoria Athletics - 1947–48: No se jugó - 1948–49: Salesian Youths - 1949–1952: No se jugó - 1952–53: Salesian Youths - 1953–54: No se jugó - 1954–55: Victoria Athletics - 1955–56: No se jugó - 1956–57: Salesian Youths - 1957–58: Salesian Youths - 1958–59: Salesian Youths - 1959–60: Salesian Youths - 1960–61: Abandonado - 1961–62: Victoria Hotspurs FC - 1962–63: Victoria Hotspurs FC - 1963–64: Xagħra Young Stars - 1964–65: Victoria Hotspurs FC - 1965–66: Victoria Hotspurs FC - 1966–67: Victoria Hotspurs FC - 1967–68: Nadur Youngsters FC - 1968–69: SK Calypcians FC | - 1969–70: Għajnsielem FC - 1970–71: Għajnsielem FC - 1971–72: Għajnsielem FC - 1972–73: Għajnsielem FC - 1973–74: Għajnsielem FC - 1974–75: Xewkija Tigers FC - 1975–76: Sannat Lions FC - 1976–77: Sannat Lions FC - 1977–78: Sannat Lions FC - 1978–79: Victoria United - 1979–80: Victoria Hotspurs FC - 1980–81: Sannat Lions FC - 1981–82: Sannat Lions FC - 1982–83: Xewkija Tigers FC - 1983–84: Xewkija Tigers FC - 1984–85: Victoria Hotspurs FC - 1985–86: Kerċem Ajax FC - 1986–87: Sannat Lions FC - 1987–88: Sannat Lions FC - 1988–89: Xagħra United FC - 1989–90: Sannat Lions FC - 1990–91: Victoria Hotspurs FC - 1991–92: Xagħra United FC - 1992–93: Xagħra United FC - 1993–94: Victoria Hotspurs FC - 1994–95: Nadur Youngsters FC - 1995–96: Nadur Youngsters FC | - 1996–97: Nadur Youngsters FC - 1997–98: Xagħra United FC - 1998–99: Nadur Youngsters FC - 1999–00: Victoria Hotspurs FC - 2000–01: Xewkija Tigers FC - 2001–02: Nadur Youngsters FC - 2002–03: Nadur Youngsters FC - 2003–04: Żebbuġ Rovers FC - 2004–05: Għajnsielem FC - 2005–06: Nadur Youngsters FC - 2006–07: Nadur Youngsters FC - 2007–08: Nadur Youngsters FC - 2008–09: Sannat Lions FC - 2009–10: Victoria Hotspurs FC - 2010–11: Sannat Lions FC - 2011-12: Xewkija Tigers FC - 2012-13: Nadur Youngsters FC - 2013-14: Xewkija Tigers FC - 2014-15: Xewkija Tigers FC - 2015-16: Għajnsielem FC - 2016-17: Xewkija Tigers FC - 2017-18: Victoria Hotspurs FC - 2018-19: Victoria Hotspurs FC - 2019-20: Nadur Youngsters FC - 2020-21: Abandonado - 2021-22: Nadur Youngsters FC |

### Campeones
| Club                                                      | Títulos | Años |
| --------------------------------------------------------- | ------- | --- |
| Victoria Hotspurs FC                                      | 13      | 1961–62, 1962–63, 1964–65, 1965–66, 1966–67, 1979–80, 1984–85, 1990–91, 1993–94, 1999–2000, 2009–10, 2017-18, 2018-19 |
| Nadur Youngsters FC                                       | 13      | 1967–68, 1994–95, 1995–96, 1996–97, 1998–99, 2001–02, 2002–03, 2005–06, 2006–07, 2007–08, 2012-13, 2019-20, 2021-22   |
| Sannat Lions FC                                           | 10      | 1975–76, 1976–77, 1977–78, 1980–81, 1981–82, 1986–87, 1987–88, 1989–90, 2008–09, 2010-11                              |
| Xewkija Tigers FC                                         | 8       | 1974–75, 1982–83, 1983–84, 2000–01, 2011-12, 2013-14, 2014-15, 2016-17                                                |
| Għajnsielem FC                                            | 7       | 1969–70, 1970–71, 1971–72, 1972–73, 1973–74, 2004–05, 2015-16                                                         |
| Oratory Youths FC (Salesian Youths)                       | 6       | 1948–49, 1952–53, 1956–57, 1957–57, 1958–59, 1959–60                                                                  |
| Xagħra United FC (Xagħra Blue Stars / Xagħra Young Stars) | 6       | 1939–40, 1963–64, 1988–89, 1991–92, 1992–93, 1997–98                                                                  |
| Victoria Athletics                                        | 4       | 1944–45, 1945–46, 1946–47, 1954–55                                                                                    |
| Victoria Stars †                                          | 1       | 1937–38 |
| Victoria City †                                           | 1       | 1938–39 |
| SK Calypcians FC †                                        | 1       | 1968–69 |
| SK Victoria Wanderers FC (Victoria United)                | 1       | 1978–79 |
| Kerċem Ajax FC                                            | 1       | 1985–86 |
| Żebbuġ Rovers FC                                          | 1       | 2003–04 |